# 派策尔
派策尔，是匈牙利沃什州所辖的一个村，总面积17.26平方公里，总人口809，人口密度46.9人/平方公里（2010年1月1日）。